# Луна (певица, Болгария)
Луна Йорданова Йорданова (болг. Луна Йорданова Йорданова), известна под своим псевдонимом Луна (болг. Луна; род. 2 апреля 1971 года в городе Шумен, Народная Республика Болгария) — болгарская поп-фолк-певица и политик. Выпустила 10 альбомов, в которых является автором многих своих песен, наиболее популярными из которых являются «Скитница», «Тук-там, тук-там», «Бягайте крачета», «Без теб не мога да живея», «Искам го-стискам го», «Дай ми го това момче», «Любов от пръв поглед», «Завинаги до теб», «Пепел», «Луна Президент», и другие. Её открыли композитор Николай Дамьянов и поэт Тодор Анастасов.

## Биография и творчество
Луна родилась 2 апреля 1971 года в городе Шумен.
С раннего возраста Луна проявляла музыкальные наклонности, пела и играла на гитаре с 12 лет. Ей пришлось поступить в Математическую гимназию, как единственное учебное заведение в котором был музыкальный класс, но была исключена за плохое поведение С 15 лет она пела в ресторанах на морских курортах, скрывая свой истинный возраст, чтобы получить разрешение. В 17 лет она переехала в столицу, где работала секретарем в компании и одной из ее обязанностей была покупка газет. В одном из них она прочитала объявление: «Оркестр ищет певицу с готовым репертуаром». В 1990-х Луна некоторое время работала в Швейцарию — пела на сербском, болгарском, итальянском, английском и немецком языках в сербском ресторане «Гордония». Затем она вернулась в Болгарию под именем Луна, как исполнитель популярного в Болгарии жанра поп-фолк.
Участвовала в телевизионных реалити-шоу «VIP Brother 7» в сентябре 2015 года и «Big Brother Most Wanted» в ноябре 2017 года. В 2020 году участвовала в восьмом сезоне шоу «Като две капки вода» (в переводе с болг. — «Как две капли воды»).
В 2021 году баллотировалась в президенты Республики Болгарии как независимый кандидат, получив 0,9 % голосов избиартелей и заняв 6-е место.

## Дискография
| Студийные альбомы: - 1996 — «Плод от Рая» - 1997 — «Чужденка» - 1998 — «Рокля, къса, тясна» - 1998 — «Тук-там, тук-там» | - 1999 — «Искам го-стискам го» - 2001 — «Плажно масло» - 2002 — «Чики-чики» - 2006 — «Завинаги до теб» - 2019 — «Всички на крака» | Компиляции: - 2015 — «Best Ballads» |

## Награды
- 1999 — Хит на годината «Тук-там, тук-там» — Ежегодная награда музыкального журнала «Нов фолк»
- 1999 — Оригинално сценично присъствие — Ежегодная награда музыкального журнала «Нов фолк»
- 1999 — Второ място за песента «Бягайте крачета» — Международный поп-фолк-фестиваль «Златният Мустанг»
- 1999 — Оригинално сценично присъствие и хит на годината «Бягайте крачета» — Ежегодная награда радио «Мила»
- 2000 — Втора награда на журито за песента «Бягайте крачета» — Международный поп-фолк-фестиваль «Златният Мустанг»
- 2001 — Втора награда на публиката за песента «Бягайте крачета» — Международный поп-фолк-фестиваль «Златният Мустанг»